# القفیف، استان الجموم
ال قوفایف یک منطقهٔ مسکونی در عربستان سعودی است که در استان مکه واقع شده‌است.